# 100% mexicano
100% mexicano es el nombre del 19.º álbum de estudio grabado por el intérprete mexicano-estadounidense Pepe Aguilar. Está producido bajo el sello independiente Equinoccio Records y distribuido por EMI Televisa Music el 18 de septiembre de 2007. El álbum está compuesto de 16 canciones en las que Aguilar fungió como productor musical y reunió a compositores como Marco Antonio Solís, Martín Urieta, Leonel García y Reyli Barba.
El álbum fue producido en el estudio de Aguilar «Neo Audio Studio» e incluye temas en género mariachi y banda sinaloense con el fin de rendirle un homenaje a México. Pepe Aguilar realizó una gira por los Estados Unidos que duró tres meses, en donde presentó el álbum en las ciudades más importantes del país.
Ganó un Premio Grammy en 2008 en la categoría mejor álbum regional mexicano/estadounidense. También recibió una nominación a los Premios Grammy Latinos de 2008 en la categoría de mejor álbum ranchero.

## Lista de canciones
| CD1 · Con maricahi |                            |                                 |          |  |
| N.º                | Título                     | Escritor(es)                    | Duración |  |
| 1.                 | «100% mexicano»            | Manuel Durán Durán              | 3:20     |  |
| 2.                 | «Fruta madura»             | Martín Urieta                   | 4:24     |  |
| 3.                 | «Envidio»                  | Indalecio Ramírez               | 3:34     |  |
| 4.                 | «Perdono y olvido»         | Leonel García                   | 4:30     |  |
| 5.                 | «De vez en cuando»         | Marco Antonio Solís             | 3:24     |  |
| 6.                 | «¿Es esto el amor?»        | Miguel Luna                     | 3:36     |  |
| 7.                 | «Tú también piensas en mí» | Marco Antonio Solís             | 3:23     |  |
| 8.                 | «Balcón»                   | Mario Molina Moro · Miguel Luna | 3:39     |  |
| 9.                 | «Mi corazón reclama»       | Reyli Barba                     | 3:26     |  |
| 10.                | «Arráncame la vida»        | Manuel Eduardo Castro           | 3:30     |  |
| 37:19              |                            |                                 |          |  |

| CD2 · Con banda |                  |                                  |          |  |
| N.º             | Título           | Escritor(es)                     | Duración |  |
| 1.              | «La heridita»    | Marco Antonio Solís              | 2:49     |  |
| 2.              | «Tu nombre»      | Carlos Sergio Ramírez del Bosque | 3:24     |  |
| 3.              | «100% mexicano»  | Manuel Durán Durán               | 3:00     |  |
| 4.              | «Al mismo nivel» | Manuel Durán Durán               | 3:50     |  |
| 5.              | «Ya nunca más»   | Manuel Eduardo Castro            | 3:09     |  |
| 6.              | «El arbolito»    | Manuel Eduardo Castro            | 2:23     |  |
| 18:35           |                  |                                  |          |  |

## Premios y nominaciones
| Año  | Ceremonia              | Categoría                                    | Resultado |
| ---- | ---------------------- | -------------------------------------------- | --------- |
| 2008 | Premios Grammy         | Mejor álbum regional mexicano/estadounidense | Ganador   |
| 2008 | Premios Grammy Latinos | Mejor álbum ranchero                         | Nominado  |